# RK Trešnjevka Zagreb (muškarci)
Muška rukometna momčad Rukometnog kluba "Trešnjevka" (RK Trešnjevka) iz Zagreba je bila dio športskog društva "Trešnjevka". 

## O klubu
Rukometni klub "Trešnjevka" je osnovan 1953. godine u okviru Športskog društva "Trešnjevka" (osnovanog 1926.). Prvi igrači su bili omladinci, koji su u proljeće 1953. igrali prijateljske utakmice. Igrao se veliki rukomet i rukomet. Logističku podršku klubu je davala nogometna momčad "Trešnjevke", na čijem su terenu igrali utakmice velikog rukometa, dok su mali rukomet igrali i trenirali u dvoranama na Velesajmu i dvorani DTO "Partizan". Klub je počeo s natjecanjima u Zagrebačkoj podsaveznoj ligi. 1956. godine je klub osvojio prvenstvo Hrvatske u velikom rukometu, te se nakon kvalifikacija plasirao i u Saveznu ligu Jugoslavije za sezonu 1957. 
 
Klub je 1957. i 1962. osvojio rukometno prvenstvo Hrvatske. 
 
Od 1960.-ih godina u športskom društvu do izražaj više dolazi ženska rukometna ekipa, a muški klub s vremenom počinje slabjeti i gubiti na važnosti, te se gasi.   

## Uspjesi
Prvenstvo SR Hrvatske u rukometu
- prvak: 1957., 1962.

Prvenstvo Hrvatske u velikom rukometu
- prvak: 1956.

Prvenstvo Zagrebačkog podsaveza u velikom rukometu
- prvak: 1955./56.

## Unutrašnje poveznice
- ŽRK Trešnjevka Zagreb
- NK Trešnjevka Zagreb